# Stefan Heidemann (Orientalist)
Stefan Heidemann (* 3. April 1961 in Versmold) ist ein deutscher Orientalist. Er lehrt an der Universität Hamburg.

## Leben
Heidemann studierte ab 1982 an der Universität Regensburg, Freie Universität Berlin, Universität Damaskus und Universität Kairo; 1993 wurde er an der FU Berlin zum Dr. phil. promoviert.
Anschließend war er Wissenschaftlicher Assistent an der Universität Jena, wo er sich 2001 habilitierte. Von 2001 bis 2003 vertrat er eine Professur an der Universität Leipzig.
Von 2009 bis 2011 war Heidemann Professor am Bard Graduate Center des Bard College und von 2010 bis 2011 gleichzeitig Associate Curator in der islamischen Abteilung des Metropolitan Museum of Art in New York City. Seit 2011 hat er in Hamburg eine ordentliche Professur für Islamwissenschaften.
Bis 2019 leitete er in Hamburg das ERC-Advanced Grant Project, The Early Islamic Empire at Work – The View from the Regions Toward the Center. Seit seiner Gründung 2020 leitet er gemeinsam mit Frau Prof. Sabine Panzram das RomanIslam - Center for Comparative Empire and Transcultural Studies. Das Zentrum wird von der Deutschen Forschungsgemeinschaft (DFG) finanziert.

## Preise und Auszeichnungen
- 2005 Samir-Shamma-Preis der Royal Numismatic Society, London.
- 2007–2008 Stipendium (Fellowship) des Aga Khan-Programms für Islamische Architektur an der School of Architecture and Planning des Massachusetts Institute of Technology.[2]
- 2015 Ordentliches Mitglied der Akademie der Wissenschaften und der Literatur, Mainz.[3]

## Veröffentlichungen
- Das Aleppiner Kalifat (A.D. 1261). Vom Untergang des Kalifates in Bagdad über Aleppo zu den Restaurationen in Kairo (= Islamic History and Civilization. Studies and Texts, 6). Leiden 1994.
- (Hg.): Islamische Numismatik in Deutschland (= Jenaer Beiträge zum Vorderen Orient, 2). Wiesbaden 2000.
- Die Renaissance der Städte. Städtische Entwicklung und wirtschaftliche Bedingungen in al-Raqqa und Harran von der Zeit der beduinischen Vorherrschaft bis zu den Seldschuken (= Islamic History and Civilization. Studies and Texts. 40). Leiden 2002.
- mit Andrea Becker: Raqqa II – Die islamische Stadt. Mainz 2003. (Hg.)